# Katrien Baerts
Katrien Baerts (29 december 1982, Hasselt) is een Belgische sopraan.

## Opleiding
Baerts behaalde aanvankelijk een masterdiploma in viool en zang aan het Koninklijk Conservatorium van Brussel, waarna ze deel uitmaakte van de Dutch National Opera Academy. Hier zong ze Amore en Valletto in l'Incoronazione di Poppea, Despina in Così fan tutte, Miss Wordsworth in Albert Herring en Annio in La clemenza di Tito. Daarnaast volgde ze samen met haar pianist Bart Verheyen de 'International Lied Masterclasses' van Udo Reinemann en gastdocenten. In 2011 behaalde ze een plek in de halve finale van de Koningin Elisabethwedstrijd voor zang.

## Opera
Op de Salzburger Festspiele was Baerts te horen als Sie in Begehren van Beat Furrer, in Tokio in House of the Sleeping Beauties van Kris Defoort en in Jakarta als de titelrol in Gandari van Tony Prabowo. Samen met het Instant Composers Pool speelde ze de rol van Bijenkoningin in de opera Koeien van Misha Mengelberg met acteurs Pierre Bokma en Olga Zuiderhoek, onder meer op het Holland Festival. In Théâtre des Champs-Élysées, Konzerthaus Dortmund en De Doelen in Rotterdam bracht Baerts de rol van Falke, Hüter der Schwelle en Erste Dienerin in een productie van Die Frau ohne Schatten met het Rotterdams Philharmonisch Orkest. In 2019 vertolkte Baerts in de megaproductie Aus Licht van Pierre Audi op muziek van Stockhausen van De Nationale Opera de rol van Koloratursopranistin Efa, waarmee ze ook haar dirigeerdebuut maakte op het Holland Festival. Op de Ruhrtriënnale in Bochum 2021 vertolkte Baerts de rol van Theodora in Bählamms Fest van Olga Neuwirth.
Verder heeft Baerts de rol van Pamina in die Zauberflöte, Amina in La Sonnambula en Michaela in Carmen vertolkt.

## Concert
Met het Brussels Philharmonic Orchestra bracht Baerts Le temps l'horloge van Dutilleux in Flagey in Brussel onder leiding van Stéphane Denève. Verder werkte ze samen met Klangforum Wien, BBC Philharmonic, Birmingham Contemporary Music Group, Chamber Orchestra of Europe, WDR Sinfonieorchester, Nederlands Kamerorkest, Residentie Orkest, Radio Filharmonisch Orkest en het Asko❘Schönberg Ensemble.

## Nieuwe muziek
Baerts staat met name gekend om haar uitvoeringen van hedendaagse muziek. In 2010 maakte ze furore in de NTR ZaterdagMatinee in het Concertgebouw als de titelrol in Robert Zuidams Suster Bertken, waarna ze Zuidams muze werd. Haar samenwerking met Reinbert de Leeuw ging niet onopgemerkt voorbij. Zo bracht ze naast Suster Bertken ook de liederen Vijf gedichten voor Anna Achmatova op. 41 van György Kurtág, het Requiem van Robert Zuidam, de Sieben frühe Lieder van Alban Berg, de Maeterlinck Lieder van Aleksander Zemlinsky, en de Mysteries of the Macabre van György Ligeti met hem. Haar debuut aan het Barbican Centre in Londen met muziek van Harrison Birtwistle onder leiding van Oliver Knussen werd enthousiast ontvangen door de pers.
Ze stond op het podium met dirigenten als Richard Egarr, Antony Hermus, Vladimir Jurowski, Yannick Nézet-Séguin, Oliver Knussen, Reinbert de Leeuw, Emilio Pomárico, Otto Tausk en Bas Wiegers.

## Discografie
- L’icône paradoxale (Grisey) bij Bastille musique 2023
- Lonely Child (Vivier) bij bastille musique 2020 24[25]
- The rise of Spinoza (Theo Loevendie) bij Attacca 2018
- Berg - Zemlinsky Lieder bij Zig-zag Territoires 2014[17][18][19][20]
- Bosch Requiem DVD
- McGonagall-Lieder (Rob Zuidam) bij Challenge Records 2013[26]
- Suster Bertken (Rob Zuidam) bij Attacca 2011[16]